# 吳山鼎

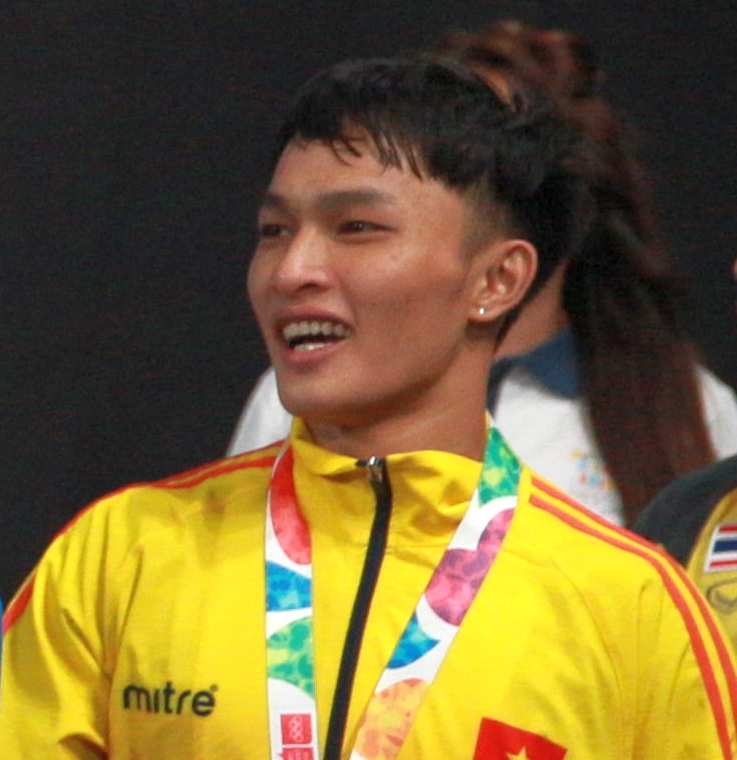

吳山鼎（2001年—）是出生於越南前江省的男性舉重運動員。
他參加2018年夏季青年奧林匹克運動會的舉重項目比賽，結果獲得56公斤級的冠軍金牌。